# (2812) Scaltriti
(2812) Scaltriti (1981 FN) – planetoida z pasa głównego asteroid okrążająca Słońce w ciągu 3,32 lat w średniej odległości 2,22 j.a. Odkryta 30 marca 1981 roku.